# Spargania icterica
Spargania icterica är en fjärilsart som beskrevs av Paul Dognin 1893. Spargania icterica ingår i släktet Spargania och familjen mätare. Inga underarter finns listade i Catalogue of Life.